# Stefania Marchetto
Stefania Marchetto aka SteReal (* 1987 in Mailand) ist eine italienische Malerin sowie Graffiti- und Streetart-Künstlerin.

## Leben

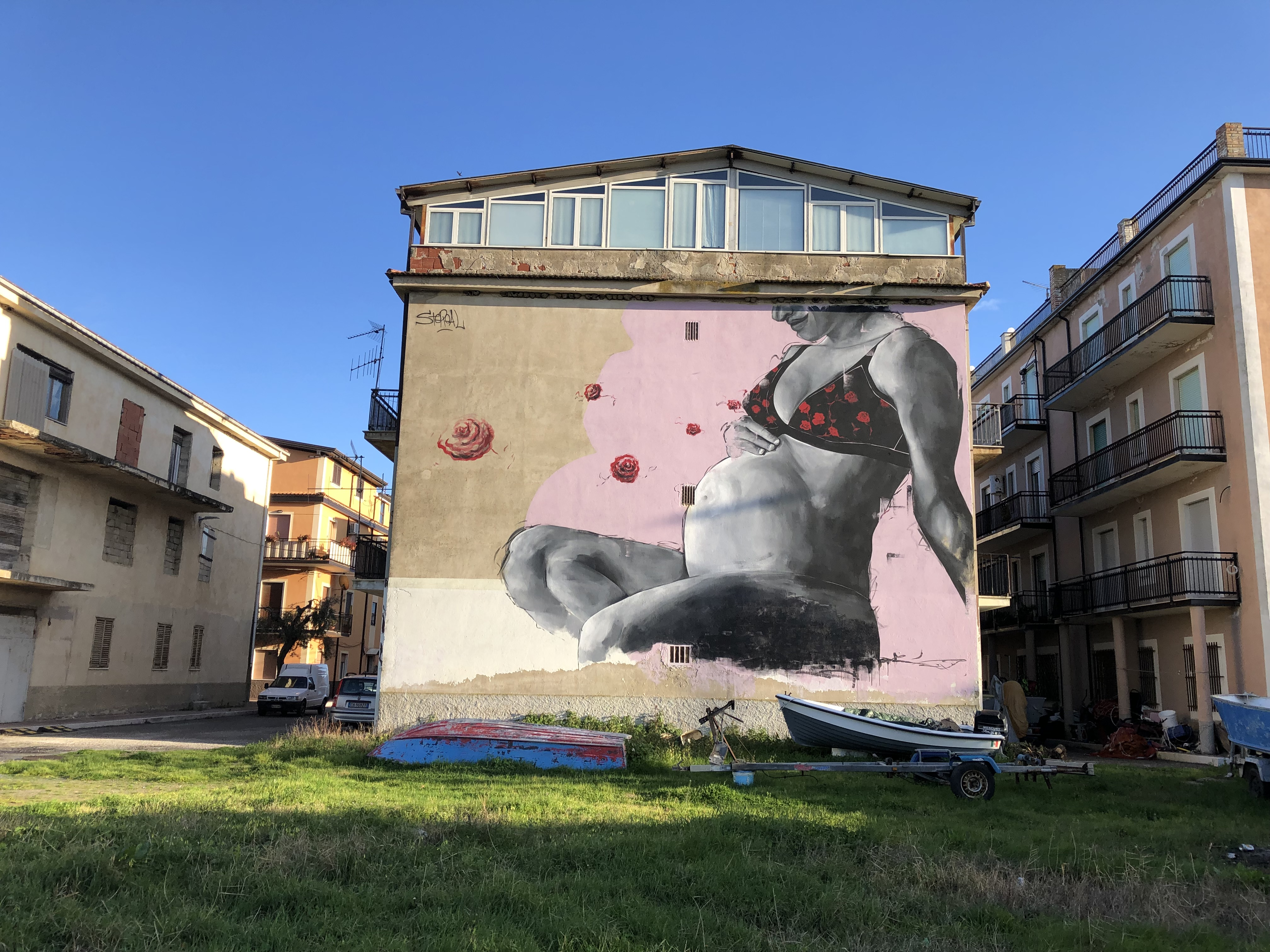
Vita Es (Du bist das Leben), 2022

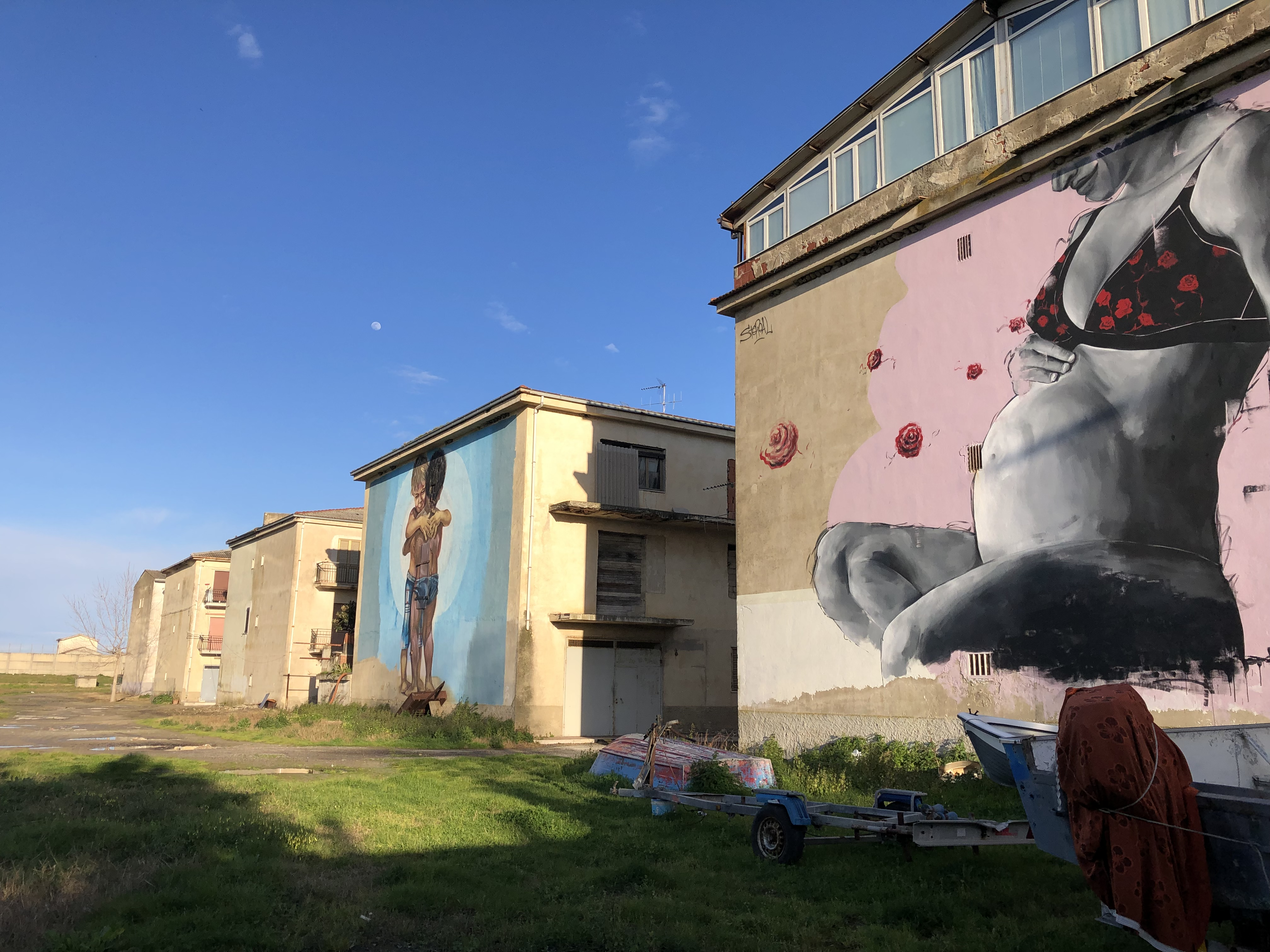
Schrägansicht

Marchetto, Tochter eines Kalabresen, studierte Kunst an der Accademia di Belle Arti di Brera. Dort entwickelte sie ihren realistischen und figurativen Stil. Mit 22 Jahren schwanger, brach sie ihre künstlerische Laufbahn zunächst ab. Im Jahr 2018 begann sie auf dem Gebiet der Streetart zu arbeiten und beteiligte sich am Festival OSA – Operazione Street Art in Diamante, Kalabrien. Bald folgten weitere Streetart-Festivals, an denen sie teilnahm. Besonders rezipiert wurden ihre Arbeiten Dreamy Cinderella in Sant’Angelo bei Viterbo und Vita Es in Schiavonea bei Corigliano Calabro, die sie 2020 bzw. 2022 geschaffen hatte.